# 枫山站 (京畿道)
枫山站（：／ Pungsan yeok */?）是京義線沿線的一座地面車站，位於韓國京畿道高陽市一山東區楓洞，有首都圈電鐵京義·中央線和首都圈電鐵西海線列车停靠。

## 車站結構
站體為2面2線島式月台的半地下車站，月台下方是地塹地質，採跨站式站房設計，並有2處出口。

### 月台配置
| ↑ 白馬 |
| \| 20  |
| 一山 ↓ |

| 月台 | 路線                   | 目的地                         |
| ---- | ---------------------- | ------------------------------ |
| 1    | ●首都圈電鐵京義·中央線 | 白馬、首爾、龍門方向           |
| 1    | ●首都圈電鐵西海線      | 白馬、始興市廳、草芝、元時方向 |
| 2    | ●首都圈電鐵西海線      | 一山方向                       |
| 2    | ●首都圈電鐵京義·中央線 | 一山、文山方向                 |

## 歷史
- 2009年7月1日：落成啟用。
- 2023年8月26日：西海線站體启用。

## 車站周邊
- 基督教青年会
- 國立癌症中心（朝鲜语：국립암센터）
- 東國大學附設醫院
- 馬頭圖書館
- 冷泉初等學校
- 楮洞高校
- 楓洞高校
- 楓洞Anygol購物城
- E-mart楓山店